# Just Be Free
Just Be Free là album demo duy nhất trong sự nghiệp âm nhạc của Christina Aguilera. Album được phát hành vào ngày 21 tháng 8 tại Mỹ và ngày 26 tháng 11 năm 2001 tại Liên hiệp Anh.
Album tập hợp những bản demo của Aguilera lúc 14 và 15 tuổi trước khi chính thức trở thành ca sĩ độc quyền của RCA. Năm 2001, bài hát "Just Be Free" của Aguilera được hãng thu âm cũ Warlock phát hành. Khi RCA phát hiện ra chuyện này, họ đã khuyên mọi người không nên mua nó. Nhưng chỉ vài tháng sau, Warlock lại tiếp tục tung ra một album mới cùng tên. Aguilera kịch liệt phản đối hành động này bởi cô cho rằng đây là một việc làm vi phạm bản quyền và cạnh tranh bất công của Warlock. Sau đó, hai hãng thu âm đã thỏa thuận lại với nhau và Aguilera phải cho hãng này sử dụng tên tuổi, hình ảnh của cô vào album để tránh làm mất uy tín của Warlock. Dù nhiều việc tố tụng xảy ra xung quanh album nhưng các fan hâm mộ vẫn ra sức tìm mua. Tính đến nay, album đã bán được khoảng 1 triệu bản trên toàn thế giới.

## Danh sách bài hát
1. "Just Be Free" – 3:43
2. "By Your Side" – 4:07
3. "Move It" (bản phối nhạc Dance) – 3:55
4. "Our Day Will Come" – 4:05
5. "Believe Me" – 4:17
6. "Make Me Happy" – 3:54
7. "Dream a Dream" – 4:51
8. "Move It" – 3:44
9. "The Way You Talk to Me" – 3:37
10. "Running out of Time" – 4:05

Bonus track:
1. "Believe Me" (bản phối nhạc Dance) – 4:36
2. "Just Be Free" (bản phối tiếng Tây Ban Nha) – 3:41

## Bảng xếp hạng và tiêu thụ
| Bảng xếp hạng (2001)    | Vị trí | Công nhận | Tiêu thụ  |
| ----------------------- | ------ | --------- | --------- |
| Mỹ                      | 71     |           | 1.000.000 |
| Mỹ (Independent Albums) | 1      |           |           |